# Tesis de ejercicio
La tesis de ejercicio es una tesis particular del sistema universitario francés, que acaba los estudios de las profesiones de salud.
Interesa los estudios de medicina, de cirugía dental, de farmacia y de medicina veterinaria. Corresponde a la obtención del diploma de Estado de doctor en medicina, en cirugía-dental, en farmacia o en medicina veterinaria. 
Difiere de la tesis de doctorado realizada en la mayoría de la disciplinas: no dura tres años, y las investigaciones experimentales no son obligatorias por sostenerla, una investigación bibliográfica sobre un asunto puede por ejemplo ser suficiente a su obtención, aunque una parte experimental sea más y más apoyada. Estos diplomas no son doctorados en el sentido clásico del término (doctorado, o PhD) y por consiguiente no permiten la enseñanza universitaria, ni no permiten obtener una habilitación a dirigir investigaciones.